# Hans Mehlhorn
Hans Mehlhorn   (Aue, 16 de gener de 1900 - 2 de juliol de 1983) va ser un pilot de bobsleigh alemany que va competir durant la dècada de 1930.
El 1932 va prendre part en els Jocs Olímpics de Lake Placid, on guanyà la medalla de bronze en la prova de bobs a 4 formant equip amb Hanns Kilian, Max Ludwig i Sebastian Huber.